# Музей современной истории Пусана
Музей современной истории Пусана (кор. 부산 근대 역사관; Пусан кындэ ёксагван) — музей, расположенный в районе Чун-гу города Пусан, Корея.

## История
Первоначально трёъэтажное здание было построено в 1929 году во время японского колониального периода для компании «Oriental Development Company». После освобождения Кореи в августе 1945 года здание использовалось американским военным правительством в качестве жилья для 24-я пехотной дивизии армии США. В 1948 году в здании был открыт Культурный центр при Информационном агентстве США в Пусане в течение последующих 50 лет. В 1982 году во время антиамериканских протестов здание было подожжено группой студентов, в результате чего погиб один человек и ещё трое получили ранения. В 1999 году, благодаря настойчивости местных жителей, здание было передано в пользование городу, и в 2003 году в нём открылся Музей современной истории Пусана.
Музей состоит из двух выставочных залов и уличной экспозиции, где демонстрируется около 200 исторических экспонатов. В первом зале отражена историческая хронология Пусана с момента открытия порта в 1876 году до модернизации города в японский колониальный период. Второй зал раскрывает историю американо-корейских отношений во Второй мировой войны. Уличная экспозиция представляет собой воссоздание городской улицы Тэчхон-дон времён японской оккупации с банком, больницей, пекарней и различными магазинами, а также с моделью троллейбуса, который раньше курсировал по центру Пусана. Помимо этого в музее находится архивный зал с информационно-поисковой системой и видеозал.